# Col de Malh Arrouy
Le col de Malh Arrouy est un col de montagne pédestre des Pyrénées à 2 745 mètres d'altitude, dans le Lavedan, dans le département français des Hautes-Pyrénées en Occitanie.
Il relie la vallée de Lutour, à l'ouest, à la vallée de Cestrède.

## Toponymie
En occitan, malh signifie « sommet escarpé, montagne rocheuse » et arrouy signifie « rouge », ce qui donne : « sommet escarpé rouge ».

## Géographie
Le col de Malh Arrouy est situé entre le Soum de Hount Hérède (2 873 m) au nord et plus haut le col de Hount Hérède, et le Malh Arrouy (2 965 m) au sud et surplombe le cirque d'Estom Soubiran à l'ouest.

## Protection environnementale
Le col fait partie d'une zone naturelle protégée, classée ZNIEFF de type 1, « vallée de Cestrède », et de type 2, « haute vallée du gave de Pau : vallées de Gèdre et Gavarnie ».

## Voies d'accès
Le versant ouest est accessible depuis le sentier du lac d'Estom, prendre jusqu'au lac des Oulettes d'Estom Soubiran et suivre jusqu'au lac de Malh Arrouy qui se trouve juste en dessous du col.
Sur le versant est, par la vallée de Cestrède depuis le parking aux granges de Bué, suivre l'itinéraire du lac de Cestrède puis suivre vers le lacot d'Era Oule (2 296 m). Par la vallée d'Aspé remonter le long du gave d'Aspé et prendre en direction du Soum d'Aspé (2 968 m).